# Кумиана
Кумиа̀на (на италиански: Cumiana; на пиемонтски: Cumian-a, Кумиан-а) е малък град и община в Метрополен град Торино, регион Пиемонт, Северна Италия. Разположен е на 377 m надморска височина. Към 1 януари 2020 г. населението на общината е 7876 души, от които 382 са чужди граждани.